# Jean Chalopin

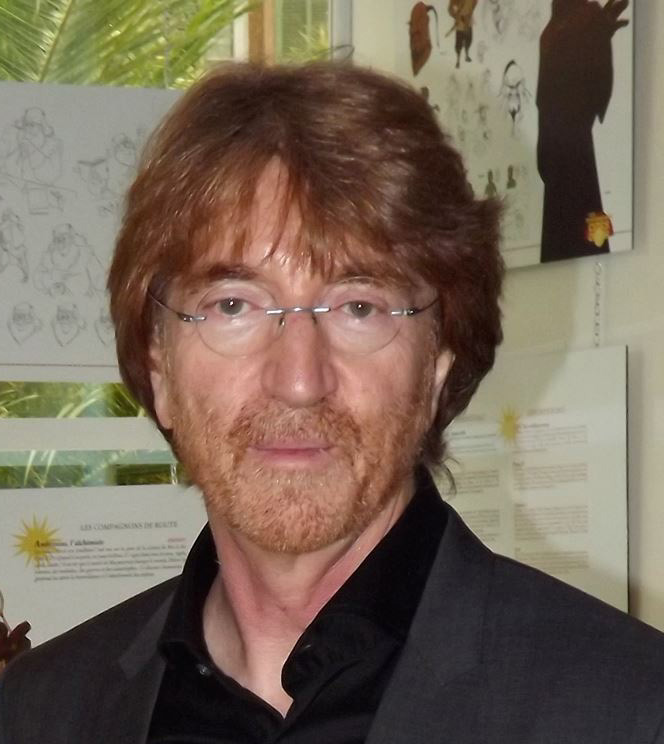
Jean Chalopin in 2013

Jean Chalopin (Tours, 31 mei 1950) is een Frans televisieproducent en scenarioschrijver. In 1971 stichtte hij DIC Audiovisuel - later DIC Entertainment - en schreef en produceerde legio programma's die werden geregisseerd door niet in de aftiteling vermelde Aziatische studio's, bijvoorbeeld Inspector Gadget. Jean Chalopin is getrouwd met het Chinees-Singaporese ex-model Ethel Chalopin. Samen hebben ze twee kinderen: Janvier en Tanis.
Hieronder een beknopte lijst van tekenfilmseries waaraan Chalopin heeft meegewerkt. Van de meeste series was het originele verhaal van zijn hand. De afleveringen van deze series werden voornamelijk in Japan en Zuid-Korea getekend en geregisseerd.
- Ulysses 31 (DIC Audiovisuel + Tokyo Movie Shinsha)
- The Mysterious Cities Of Gold (DIC Audiovisuel + Studio Pierrot)
- Inspector Gadget (DIC Audiovisuel + een niet vermelde Japanse studio)
- The Littles (DIC Audiovisuel)
- Heathcliff (1984) (DIC Audiovisuel)
- Pole Position (DIC Audiovisuel + een niet vermelde Japanse studio)
- M.A.S.K. (DIC Audiovisuel + Studio Junio)
- Jayce and the Wheeled Warriors (DIC Audiovisuel + een niet vermelde Japanse studio)
- Popples (DIC Audiovisuel + een niet vermelde Japanse studio)
- Diplodo (Creativite et Developpement)
- Sophie et Virginie (Creativite et Developpement)